# Rau IX
Le Rau IX est un ancien baleinier qui a été construit pour la société alimentaire allemande Walter Rau et a été achevé en 1939. À l'approche de la guerre, il a été repris par la Kriegsmarine et utilisé comme chasseur de sous-marins. Après la guerre, le navire a été converti en baleinier, mais il a été remis à la Norvège dans le cadre des réparations de guerre. Le navire est rentré en Allemagne à la fin des années 1960. 
Il est, désormais navire musée, amarré au Deutsches Schifffahrtsmuseum de Bremerhaven.
bremerhaven

## Historique
En 1935, l'Allemagne s'est impliquée dans la chasse à la baleine. Walter Rau Lebensmittelwerke GmbH, un producteur de margarine, fit construire 8 le navire-usine Walter Rau et 8 baleiniers, Rau 1 à Rau 8. Les chantiers navals étaient occupés avec des commandes pour la Kriegsmarine et le navire fut seulement prêt à être utilisé pour la saison de chasse 1937/38. C'était un navire très moderne et dans sa première saison, quelque 1.700 baleines ont été transformées. La capacité n'était pas encore pleinement utilisée et un neuvième baleinier, le Rau IX, a été commandé.
Le dernier navire a été achevé en 1939. Il était trop tard pour la saison de chasse à la baleine pour cette année et il a été repris par la Kriegsmarine et utilisé comme chasseur de sous-marins. 
Après la Seconde Guerre mondiale Rau IX a été utilisé comme chasseur de mines. En 1948, il a été reconstruit en tant que baleinier. Dans le cadre de l'indemnité de guerre, les baleiniers ont été transférés en Norvège. Le navire-usine a été rebaptisé Kosmos IV et a servi jusqu'en 1968. Le Rau IX a navigué sous le nom de Krutt sous pavillon norvégien. Lorsque la chasse à la baleine dans l'Antarctique a pris fin, le baleinier était encore utilisé en Islande et plus tard dans les îles Féroé. 

### Préservation
Il a été transféré au musée allemand du Deutsches Schifffahrtsmuseum dans le vieux port de Bremerhaven. Le musée a effectué sa restauration.